# Ivan Granđa
Ivan Granđa (Šašinovec, 25. ožujka 1879. – Zagreb, 31. ožujka 1953.), bio je hrvatski političar, zastupnik u Narodnoj skupštini Kraljevine SHS, a nakon Drugoga svjetskoga rata narodni zastupnik Ustavotvorne i Savezne Narodne skupštine, te je 1946. i 1950. godine biran u Sabor NR Hrvatske.  

## Životopis
Ivan Granđa, rođen je u Šašinovcu, u nekadašnjem kotaru Sveti Ivan Zelina, nedaleko Zagreba, 1879. godine. Pučku školu polazio je u Cerju od 1886. do 1890. godine. Bio je članom predsjedništva HSS-a i jedan od prvih i najvjernijih suradnika vođe HSS-a Stjepana Radića. Povremeno se javljao političkim člancima u Domu, te je surađivao u Seljačkom svijetu. Godine 1906. bio je jednim od osnivača seljačke zadruge u Cerju, te njezin potpredsjednik a od 1908. godine tajnik. Bio je u upravnom je odboru Kulturno-prosvjetnoga društva "Seljačka sloga" (1925. – 1929.) i nakon njezine obnove (1935.), a njezin blagajnik (1935. – 1937.), te predsjednik mljekarske zadruge u Šašinovcu. Za zastupnika u Narodnoj skupštini Kraljevine SHS izabran je na izborima 1925. godine i na izborima od 11. rujna 1927. godine. 
Ranjen je u lijevu ruku 20. lipnja 1928. godine kada je svojim tijelom zaštitio Stjepana Radića u momentu atentata u Narodnoj skupštini u Beogradu. Tada je na njega i zastupnike HSS-a Ivana Pernara, Đuru Basaričeka, Stjepana Radića i Pavla Radića pucao karađorđevićevski dvorski agent i zastupnik srpske Radikalne stranke Puniša Račić. Puniša Račić sa zastupničke govornice pucnjima iz revolvera na zastupnike HSS-a ranjava Ivana Pernara i Ivana Granđu, smrtno ranjava Stjepana Radića, te usmrćuje Đuru Basarička i Pavla Radića. 
Potkraj 1930-ih godina nije odobravao u potpunosti politiku predsjednika HSS-a Vladka Mačka i sa skupinom oporbeno raspoloženih "radićevaca" došao je u sukob s pripadnicima Hrvatske seljačke zaštite.
Za vrijeme Drugoga svjetskoga rata bio je simpatizerom partizana, koji su se u svojim akcijama služili njegovom kućom, no nije im se formalno pridružio. Potkraj Drugoga svjetskoga rata izabran je za predsjednika Okružnog odbora JNOF Zagreb, a nakon rata bio je izabran u Ustavotvornu i Narodnu skupštinu te 1946. i 1950. godine u Sabor NR Hrvatske. Bio je i članom Prezidijuma NR Hrvatske a na prvom zadružnom kongresu 1946. godine izabran je za predsjednika Glavnoga zadružnog saveza NR Hrvatske. Bio je i u odboru Narodne fronte, te potpredsjednikom IO HRSS, a do pred smrt predsjednikom Seljačke sloge.
Umro je u Zagrebu 31. ožujka 1953. godine. Pokopan je u arkadama na groblju Mirogoju, u Zagrebu, u zajedničkoj grobnici uz Stjepana i Pavla Radića, Đuru Basarička i Josipa Predavca.

## Priznanja i spomen
- 1928. godine proglašen je počasnim građaninom Križevaca.[4]
- Osnovna škola u Sesvetama zove se po njemu, OŠ Ivana Granđe.[5]

## Vanjske poveznice
- Ivan Granđa (1879 – 1953) na sesvete.hr, (u međumrežnoj pismohrani archive.org 5. siječnja 2010.)
- Begonja, Zlatko, Ivan Pernar o hrvatsko-srpskim odnosima nakon atentata u Beogradu 1928. godine, // Radovi Zavoda za povijesne znanosti HAZU u Zadru, br. 51. (2009.), str. 203. – 218. (Hrčak)